# Dagneux
Dagneux település Franciaországban, Ain megyében. Lakosainak száma 4741 fő (2022. január 1.). Dagneux Balan, La Boisse, Bressolles, Montluel, Niévroz és Pizay községekkel határos.

## Népesség
A település népességének változása:
| Lakosok száma | 1372 | 2091 | 3317 | 3906 | 4308 | 4573 | 4717 | 4777 | 4765 | 4741 |
|               | 1968 | 1982 | 1990 | 2006 | 2013 | 2015 | 2017 | 2019 | 2020 | 2022 |